# Gornji Desinec
Gornji Desinec je naseljeno mjesto u Republici Hrvatskoj u Zagrebačkoj županiji.

## Zemljopis
Administrativno je u sastavu Jastrebarskog. Naselje se proteže na površini od 2,37 km². 

## Stanovništvo
Prema popisu stanovništva iz 2021. godine Gornji Desinec ima 600 stanovnika.
| broj stanovnika | 170   | 171   | 183   | 272   | 254   | 287   | 275   | 319   | 354   | 410   | 421   | 428   | 432   | 516   | 552   | 651   | 600   |
|                 | 1857. | 1869. | 1880. | 1890. | 1900. | 1910. | 1921. | 1931. | 1948. | 1953. | 1961. | 1971. | 1981. | 1991. | 2001. | 2011. | 2021. |

## Znamenitosti
- Crkva sv. Ivana Krstitelja u Gornjem Desincu, zaštićeno kulturno dobro